# Anemocinemógrafo
El anemocinemógrafo es un aparato para la medida de la dirección y velocidad del viento. Está compuesto por un sensor de dirección del viento (en esencia una veleta), un sensor de velocidad del viento (anemómetro), cableado, unidad central de proceso de datos y registrador gráfico.
- Datos: Q5638141